# AFC Ajax in het seizoen 1998/99
Ajax speelde in het seizoen 1998/99 in de Eredivisie. Ajax eindigde de competitie op een zesde plaats, maar wist wel de KNVB Beker te winnen.

## Eindstand
| pos | club               | gs | w  | g  | v  | pnt | dv | dt | ds  |
| --- | ------------------ | -- | -- | -- | -- | --- | -- | -- | --- |
| 1.  | Feyenoord          | 34 | 25 | 5  | 4  | 80  | 76 | 38 | 38  |
| 2.  | Willem II          | 34 | 20 | 5  | 9  | 65  | 69 | 46 | 23  |
| 3.  | PSV                | 34 | 17 | 10 | 7  | 61  | 87 | 55 | 32  |
| 4.  | Vitesse            | 34 | 18 | 7  | 9  | 61  | 61 | 44 | 17  |
| 5.  | Roda JC            | 34 | 17 | 9  | 8  | 60  | 59 | 40 | 19  |
| 6.  | Ajax               | 34 | 16 | 9  | 9  | 57  | 73 | 41 | 32  |
| 7.  | sc Heerenveen      | 34 | 14 | 12 | 8  | 54  | 53 | 41 | 12  |
| 8.  | FC Twente          | 34 | 13 | 13 | 8  | 52  | 51 | 45 | 6   |
| 9.  | AZ                 | 34 | 12 | 12 | 10 | 48  | 52 | 60 | −8  |
| 10. | Fortuna Sittard    | 34 | 12 | 8  | 14 | 44  | 49 | 56 | −7  |
| 11. | N.E.C.             | 34 | 10 | 9  | 15 | 39  | 42 | 56 | −14 |
| 12. | FC Utrecht         | 34 | 10 | 8  | 16 | 38  | 54 | 64 | −10 |
| 13. | De Graafschap      | 34 | 8  | 12 | 14 | 36  | 40 | 57 | −17 |
| 14. | MVV                | 34 | 7  | 11 | 16 | 32  | 42 | 63 | −21 |
| 15. | Cambuur Leeuwarden | 34 | 7  | 11 | 16 | 32  | 37 | 64 | −27 |
| 16. | RKC Waalwijk       | 34 | 6  | 9  | 19 | 27  | 41 | 62 | −21 |
| 17. | Sparta Rotterdam   | 34 | 7  | 5  | 22 | 26  | 37 | 71 | −34 |
| 18. | NAC                | 34 | 4  | 11 | 19 | 23  | 41 | 61 | −20 |

### Legenda
| Kleur | Kwalificatie voor                                    |
| ----- | ---------------------------------------------------- |
|       | Groepsfase Champions League                          |
|       | Derde voorronde Champions League                     |
|       | UEFA Cup                                             |
|       | KNVB Beker winnaar, UEFA Cup                         |
|       | Derde ronde van de Intertoto Cup                     |
|       | Nacompetitie tegen degradatie naar de Eerste divisie |
|       | Degradatie naar de Eerste divisie                    |

## Wedstrijden

### Eredivisie
| Tegenstander       | Thuis | Uit |
| ------------------ | ----- | --- |
| AZ                 | 5-1   | 1-1 |
| Cambuur Leeuwarden | 4-0   | 1-4 |
| De Graafschap      | 1-1   | 3-1 |
| FC Twente          | 5-0   | 1-2 |
| FC Utrecht         | 5-2   | 2-2 |
| Feyenoord          | 6-0   | 1-1 |
| Fortuna Sittard    | 1-3   | 0-1 |
| MVV                | 1-1   | 4-1 |
| NAC                | 1-0   | 2-2 |
| N.E.C.             | 3-0   | 4-0 |
| PSV                | 2-2   | 1-3 |
| RKC Waalwijk       | 2-0   | 1-0 |
| Roda JC            | 2-1   | 2-0 |
| sc Heerenveen      | 0-0   | 2-2 |
| Sparta Rotterdam   | 5-1   | 0-2 |
| Vitesse            | 0-1   | 2-3 |
| Willem II          | 2-0   | 1-3 |

In de tweede en derde kolom staan de uitslagen. De doelpunten van Ajax worden het eerst genoemd.

### Champions League

#### Groepsfase
| No. | Thuis      | Res. | Uit        | Doelpunten Ajax   |
| --- | ---------- | ---- | ---------- | ----------------- |
| 1   | NK Croatia | 0-0  | AFC Ajax   | –                 |
| 2   | AFC Ajax   | 2-1  | FC Porto   | Rudy en Litmanen  |
| 3   | Olympiakos | 1-0  | AFC Ajax   | –                 |
| 4   | AFC Ajax   | 2-0  | Olympiakos | Witschge en Gorré |
| 5   | AFC Ajax   | 0-1  | NK Croatia | –                 |
| 6   | FC Porto   | 3-0  | AFC Ajax   | –                 |

### KNVB Beker
| Ronde            | Thuis     | Res. | Uit             | Doelpunten Ajax                                                                                   |
| ---------------- | --------- | ---- | --------------- | ------------------------------------------------------------------------------------------------- |
| Zestiende finale | AFC Ajax  | 9-0  | UDI '19         | Splinter, Wamberto en Benni McCarthy (allen 2x), Van den Boogaard (eigen goal), Hoekstra en Gorré |
| Achtste finale   | Roda JC   | 0-3  | AFC Ajax        | Wamberto, Knopper en Sjota Arveladze                                                              |
| Kwartfinale      | FC Zwolle | 1-2  | AFC Ajax        | Litmanen en Sibon                                                                                 |
| Halve finale     | AFC Ajax  | 2-1  | Feyenoord       | Wamberto en Melchiot                                                                              |
| Finale           | AFC Ajax  | 2-0  | Fortuna Sittard | Jesper Grønkjær (2x)                                                                              |

## Selectie

### Eerste elftal
| No. | Positie | Speler            |
| --- | ------- | ----------------- |
| 1   | DM      | Edwin van der Sar |
| 2   | V       | Ole Tobiasen      |
| 3   | V       | Danny Blind       |
| 4   | V       | Frank de Boer     |
| 4   | V       | Ferdi Vierklau    |
| 5   | V       | Tom Sier          |
| 6   | M       | Ronald de Boer    |
| 7   | A       | Tijjani Babangida |
| 8   | M       | Richard Witschge  |
| 9   | A       | Gerald Sibon      |
| 10  | M/A     | Jari Litmanen     |
| 11  | A       | Giorgi Kinkladze  |
| 12  | DM      | Fred Grim         |
| 13  | M       | Richard Knopper   |
| 14  | M       | Dani              |

| No. | Positie | Speler              |
| --- | ------- | ------------------- |
| 15  | M       | Sunday Oliseh       |
| 16  | A       | Jesper Grønkjær     |
| 17  | A       | Benni McCarthy      |
| 18  | V       | Andrzej Rudy        |
| 19  | V       | Mario Melchiot      |
| 20  | M       | Dean Gorré          |
| 21  | V       | Kofi Mensah         |
| 22  | M/A     | Peter Hoekstra      |
| 24  | A       | Sjota Arveladze     |
| 25  | A       | Wamberto            |
| 29  | A       | Brutil Hosé         |
|     | A       | Kevin Bobson        |
|     | V       | Tim de Cler         |
|     | A       | Andy van der Meijde |
|     | V       | Arno Splinter       |

### Beloften
De volgende spelers zaten minimaal eenmaal bij de wedstrijdselectie, maar kwamen toch niet in actie:
- Serge van den Ban
- Darl Douglas
- Cedric van der Gun
- Mariano Juan
- Christopher Kanu
- Quido Lanzaat
- Aaron Mokoena
- Casper Nelis
- Mitchell Piqué
- Raphael Supusepa

## Topscorers
Legenda
- Doelpunt
- Waarvan Strafschoppen

Er wordt steeds de top 3 weergegeven van elke competitie.

### Eredivisie
| Plek | Speler          |    | Gescoord met penalty |
| ---- | --------------- | -- | -------------------- |
| 1.   | Jari Litmanen   | 11 | 2                    |
| 1.   | Benni McCarthy  | 11 | 0                    |
| 3.   | Jesper Grønkjær | 8  | 0                    |
| 3.   | Wamberto        | 8  | 0                    |

### Amstel Cup
| Plek | Speler          |   | Gescoord met penalty |
| ---- | --------------- | - | -------------------- |
| 1.   | Wamberto        | 4 | 0                    |
| 2.   | Benni McCarthy  | 2 | 0                    |
| 2.   | Jesper Grønkjær | 2 | 0                    |
| 2.   | Arno Splinter   | 2 | 0                    |

### Champions League
| Plek | Speler           |   | Gescoord met penalty |
| ---- | ---------------- | - | -------------------- |
| 1.   | Dean Gorré       | 1 | 0                    |
| 1.   | Jari Litmanen    | 1 | 1                    |
| 1.   | Andrzej Rudy     | 1 | 0                    |
| 1.   | Richard Witschge | 1 | 0                    |

### Overall
| Plek | Speler         |    | Gescoord met penalty |
| ---- | -------------- | -- | -------------------- |
| 1.   | Jari Litmanen  | 13 | 3                    |
| 1.   | Benni McCarthy | 13 | 0                    |
| 3.   | Wamberto       | 12 | 0                    |

1900—1911 · 1911/12 · 1912—1954 · 1954/55 · 1955/56 · 1956/57 · 1957—1970 · 1970/71 · 1971/72 · 1972—1994 · 1994/95 · 1995—1998 · 1998/99 · 1999/00 · 2000/01 · 2001/02 · 2002/03 · 2003/04 · 2004/05 · 2005/06 · 2006/07 · 2007/08 · 2008/09 · 2009/10 · 2010/11 · 2011/12 · 2012/13 · 2013/14 · 2014/15 · 2015/16 · 2016/17 · 2017/18 · 2018/19 · 2019/20 · 2020/21 · 2021/22 · 2022/23 · 2023/24 · 2024/25
Ajax ·
AZ ·
Cambuur Leeuwarden ·
Feyenoord ·
Fortuna Sittard ·
De Graafschap ·
sc Heerenveen ·
MVV ·
NAC ·
N.E.C. ·
PSV ·
RKC Waalwijk ·
Roda JC ·
Sparta Rotterdam ·
FC Twente ·
FC Utrecht ·
Vitesse ·
Willem II